# Trường Đại học Công Thương Thành phố Hồ Chí Minh
Trường Đại học Công Thương Thành phố Hồ Chí Minh (tiếng Anh: Ho Chi Minh City University of Industry and Trade; HUIT) là một là một cơ sở giáo dục đại học công lập trực thuộc Bộ Công Thương, đào tạo đa ngành, đa lĩnh vực, có thế mạnh trong lĩnh vực công nghiệp và thương mại, được thành lập ngày 9 tháng 9 năm 1982.

## Lịch sử phát triển
Năm 1982: Trường được thành lập theo quyết định số 986/CNTP, ngày 9/9/1982 của Bộ trưởng Bộ Công nghiệp Thực phẩm với tên gọi: Trường Cán bộ Kinh tế Kỹ thuật Công nghiệp Thực phẩm thành phố Hồ Chí Minh;
Năm 1987: Trường được đổi tên thành Trường Trung học Công nghiệp Thực phẩm thành phố Hồ Chí Minh theo quyết định số 25 CNTP/TCCB ngày 3/5/1987 của Bộ trưởng Bộ Công nghiệp Thực phẩm;
Năm 2001: Trường được nâng cấp lên Trường Cao đẳng Công nghiệp Thực phẩm thành phố Hồ Chí Minh theo quyết định số 18/QĐ-BGD&ĐT -TCCB ngày 2/1/2001 của Bộ trưởng Bộ Giáo dục & Đào tạo;
Năm 2010: Trường chính thức trở thành Trường Đại học Công nghiệp Thực phẩm Thành phố Hồ Chí Minh theo Quyết định số 284/QĐ-TTg, thành lập Trường Đại học Công nghiệp Thực phẩm Thành phố Hồ Chí Minh của Thủ tướng Chính phủ.
Ngày 01 tháng 7 năm 2023, Phó Thủ tướng Chính phủ Trần Hồng Hà đã ký quyết định số 789/QĐ-TTg đổi tên Trường Đại học Công nghiệp Thực phẩm TP. Hồ Chí Minh thành Trường Đại học Công Thương TP. Hồ Chí Minh.

## Các Đơn vị trong Trường

### Các Khoa (16)
- Khoa công nghệ thực phẩm
- Khoa sinh học và môi trường
- Khoa công nghệ hóa học
- Khoa công nghệ thông tin
- Khoa công nghệ điện - điện tử
- Khoa may - thiết kế thời trang
- Khoa công nghệ cơ khí
- Khoa tài chính kế toán
- Khoa ngoại ngữ
- Khoa quản trị kinh doanh
- Khoa khoa học ứng dụng
- Khoa Lý luận chính trị
- Khoa Luật
- Khoa giáo dục thể chất và quốc phòng, an ninh
- Khoa du lịch và ẩm thực
- Khoa Thương mại

### Các Phòng ban, Viện (11)
- Phòng Công tác sinh viên và Thanh tra giáo dục
- Phòng Quản trị thiết bị
- Phòng Kế hoạch Tài chính
- Phòng Tổ chức Hành chính
- Phòng Đào tạo
- Phòng Khoa học công nghệ
- Phòng Quản lý sau đại học
- Phòng Hợp tác quốc tế
- Viện Nghiên cứu chiến lược
- Viện Nghiên cứu ứng dụng và chuyển giao công nghệ
- Viện Nghiên cứu chuyển đổi số

### Các Trung tâm (10)
- Trung tâm quản lý chất lượng
- Trung tâm công nghệ thông tin
- Trung tâm thông tin thư viện
- Trung tâm thí nghiệm thực hành
- Trung tâm phân tích quốc tế
- Trung tâm giáo dục phổ thông
- Trung tâm tuyển sinh & truyền thông
- Trung tâm tư vấn pháp luật HUIT
- Trung tâm bồi dưỡng và khảo thí ngoại ngữ
- Trung tâm Đổi mới sáng tạo và Khởi nghiệp

### Các Công ty (03)
- Công ty FoodTech
- Công ty du lịch HUIT
- Công ty dịch vụ tài chính kế toán HUIT

## Đào tạo
Trường Đại học Công Thương Thành phố Hồ Chí Minh là một cơ sở giáo dục đại học công lập đào tạo đa ngành. Trường có quy mô đào tạo trên 30.000 học sinh – sinh viên –  học viên.

### Trường có 34 ngành đào tạo trình độ đại học, bao gồm:
- Công nghệ thông tin.
- An toàn thông tin.
- Công nghệ kỹ thuật điện, điện tử.
- Công nghệ điều khiển và tự động hoá.
- Công nghệ kỹ thuật cơ điện tử.
- Công nghệ chế tạo máy.
- Công nghệ kỹ thuật hóa học.
- Công nghệ thực phẩm.
- Đảm bảo chất lượng & an toàn thực phẩm.
- Khoa học dinh dưỡng và ẩm thực.
- Khoa học nấu ăn.
- Công nghệ chế biến thủy sản.
- Công nghệ sinh học.
- Công nghệ kỹ thuật môi trường.
- Quản lý tài nguyên và môi trường.
- Công nghệ dệt may.
- Quản trị dịch vụ du lịch lữ hành.
- Quản trị dịch vụ nhà hàng ăn uống.
- Quản trị khách sạn.
- Kế toán.
- Tài chính ngân hàng.
- Công nghệ tài chính.
- Quản trị kinh doanh.
- Marketing.
- Kinh doanh quốc tế.
- Thương mại điện tử.
- Ngôn ngữ Anh.
- Ngôn ngữ Trung Quốc.
- Luật kinh tế.
- Kỹ thuật nhiệt.
- Khoa học dữ liệu.
- Kinh doanh may, thời trang.
- Quản trị kinh doanh thực phẩm.
- Logistics và chuỗi cung ứng.

### Trường đào tạo 12 ngành trình độ thạc sĩ, bao gồm:
- Công nghệ thực phẩm.
- Kỹ thuật cơ khí.
- Kỹ thuật hoá học.
- Kỹ thuật điện.
- Kỹ thuật môi trường.
- Công nghệ Sinh học.
- Quản trị kinh doanh.
- Tài chính - Ngân hàng.
- Công nghệ thông tin.
- Quản trị Khách sạn – Nhà hàng và Dịch vụ ăn uống.
- Ngôn Ngữ Anh.
- Kế toán.

### Trường đào tạo 7 ngành trình độ tiến sĩ, bao gồm:
- Công nghệ thực phẩm.
- Quản trị kinh doanh.
- Khoa học môi trường.
- Công nghệ sinh học.
- Kỹ thuật cơ khí.
- Tài chính ngân hàng.
- Kỹ thuật hóa học.

## Cơ sở vật chất
Hiện tại ở Thành phố Hồ Chí Minh, trường có 7 cơ sở giáo dục, đào tạo và dịch vụ với tổng diện tích đất hơn 23 Ha, các cơ sở được đầu tư khang trang, hiện đại, đáp ứng điều kiện của một cơ sở giáo dục đại học.

### Trụ sở chính
- Địa chỉ: 140 Lê Trọng Tấn, Tây Thạnh, Tân Phú, TP. Hồ Chí Minh.
- Đây là trụ sở chính của Nhà trường, với diện tích hơn 1,1 Ha, là cơ sở giảng dạy các học phần lý thuyết, thực hành công nghệ thông tin, đồng thời cũng là nơi tập trung các đơn vị hành chính và một số khoa đào tạo. Cơ sở này được đầu tư khang trang, đầy đủ tiện nghi, có những không gian học tập mở và phát triển kỹ năng toàn diện cho sinh viên.
- Đây còn là nơi trường đặt thư viện, một quần thể kiến trúc hiện đại bao gồm: Khu vực tự học và khu vực phòng máy tính, khu đọc sách, cổng vào trung tâm thư viện quét thẻ từ với hơn 10.000 đầu sách tập trung ở các lĩnh vực về khoa học kỹ thuật, công nghệ và kinh doanh.

### Trung tâm Thí nghiệm Thực hành (Cơ sở 2)
- Địa chỉ: 93 Tân Kỳ Tân Quý, Tân Sơn Nhì, Tân Phú, TP. Hồ Chí Minh.
- Cơ sở này với diện tích 4000 m2, được xây dựng tạo thành một khu thí nghiệm, thực hành cho tất cả sinh viên của các khoa thuộc khối hóa, sinh học, thực phẩm. Ngoài ra còn phục vụ công tác nghiên cứu khoa học cho sinh viên, giảng viên.

### Khoa Giáo dục thể chất và Quốc phòng an ninh (Cơ sở 3)
- Địa chỉ: 73/1 Nguyễn Đỗ Cung, Tây Thạnh, Tân Phú, TP. Hồ Chí Minh.
- Cơ sở này với diện tích gần 1,6Ha, đang trong giai đoạn thiết kế xây dựng. Hiện trạng, cơ sở này đang được sử dụng cho các hoạt động dạy học các môn giáo dục thể chất, giáo dục quốc phòng an ninh.

### Trung tâm Giáo dục phổ thông (Cơ sở 4)
- Địa chỉ: 247 Tân Kỳ Tân Quý, Tân Sơn Nhì, Tân Phú, TP. HCM Tân Kỳ, Tân Quý, Tân Phú, TP. HCM.
- Cơ sở này với diện tích  2500m2, nơi đây là khuôn viên dành cho Trung tâm Giáo dục phổ thông - cơ sở giáo dục đối tượng học sinh THPT.

### Cơ sở thực hành cơ khí, điện - điện tử, công nghệ dệt may, dinh dưỡng và ẩm thực (Cơ sở 5)
- Địa chỉ: 31 Chế Lan Viên, Tây Thạnh, Tân Phú, TP. Hồ Chí Minh.
- Cơ sở 5 có diện tích 0,4 Ha, đây là nơi học thực hành của sinh viên các Khoa Công nghệ điện – điện tử, Công nghệ Cơ khí, May – Thời trang, Du lịch và Ẩm thực.
- Trong tương lai, cơ sở này sẽ được chuyển về địa chỉ 73/1 Nguyễn Đỗ Cung, P.Tây Thạnh, Q.Tân Phú, TP. Hồ Chí Minh (Khi cơ sở này được xây dựng xong).

### Cơ sở đào tạo lý thuyết 263 Lê Trọng Tấn (Cơ sở 6)
- Địa chỉ: 263 Lê Trọng Tấn, Sơn Kì, Tân Phú, TP. HCM.
- Với diện tích sử dụng 2000 m2, 30 phòng học lý thuyết, các phòng học hiện đại theo tiêu chuẩn 4*. Đây là địa chỉ đào tạo chương trình đại học cho khối ngành kinh tế, ngoại ngữ. Cơ sở này được đưa vào sử dụng vào  năm học 2024-2025.

### Trung tâm ký túc xá
- Địa chỉ: 102-104-106 Nguyễn Quý Anh, Tân Sơn Nhì, Tân Phú, TP. HCM.
- Với tòa nhà 9 tầng – quy mô 96 phòng ở của sinh viên, mỗi phòng có công trình vệ sinh, nhà tắm khép kín, ban công thông thoáng, mỗi phòng trang bị 05 giường tầng cho 10 sinh viên, đảm bảo điện, nước, wifi miễn phí, phục vụ 24/24 giờ/ngày.

### Cơ sở tại tỉnh Trà Vinh
- Ngoài ra trường còn có một cơ sở ở tỉnh Trà Vinh với diện tích hơn 18 Ha, là trung tâm thực nghiệm, phục vụ công tác đào tạo nguồn nhân lực cho khu vực đồng bằng sông Cửu Long.
- Địa chỉ: Ấp Giồng Trôm, Trà Vinh.

## Thành tích Trường
- Huân chương Lao động hạng ba năm 1992.
- Huân chương Lao động hạng nhì năm 1996.
- Huân chương Lao động hạng nhất năm 2001.[2]
- Huân chương Độc lập hạng ba năm 2007.[3]
- Huân chương Độc lập hạng nhì năm 2012.[4]
- Ngoài ra thư viện của trường còn  đạt giải nhất trong cuộc thi "Best University Library"[5] trở thành một trong những thư viện được yêu thích nhất năm 2020.